# Metternichia
Metternichia, rod dvosupnica iz potporodice Goetzeoideae, dio porodice Solanaceae. Sastoji se od dvije vrste brazilskih endema, od kojih je jedna podvrsta (Metternichia princeps var. macrocalyx) dobila status vrste 2023.
Opisan je u Delectus Florae et Faunae Brasiliensis, t. 13. 1823. Kod Kew-a je ova vrsta imenovana kao Metternichia principis.

## Vrste
1. Metternichia macrocalyx (Carvalho) L.S.Souza & Stehmann
2. Metternichia princeps J.C.Mikan